# Карл Юлленборг
Карл Юлленборг (швед. Carl Gyllenborg; відомий також як Карл Гілленборг, нар. 7 березня 1679 — пом. 9 грудня 1746) — шведський державний діяч і дипломат, вождь профранцузької партії «капелюхів», яка в 1741 році привела країну до війни з Росією. Активний меценат.

## Біографія
Народився в сім'ї шведського державного діяча Якоба Юлленборга (1648-1701) і баронеси Ганни Катаріни Тегнер.
Після навчання в Уппсальському університеті якийсь час служив у королівській канцелярії. 1701 року вирушив до армії в  Ліфляндію, де влаштувався ад'ютантом до майбутнього фельдмаршала К. Г. Мернер. У 1703 року посланий секретарем в шведську місію в Лондоні.
У 1710 році він став шведським резидентом в Англії, а ще через п'ять років - міністром. 1717 року англійський уряд, дізнавшись про участь Юлленборга в планах Г. Герца з повалення ганноверської династії, посадив його у в'язницю. Однак після шести місяців, проведених в ув'язненні, він вийшов на свободу і в серпні 1717 року на англійському фрегаті був висланий до Швеції.
У 1718 році Юлленборг призначений статс-секретарем торгової експедиції і разом з Герцем відправлений для ведення мирних переговорів на Аландські острови.
У 1720 році призначений гофканцлером, а трохи пізніше шведським посланником на мирному конгресі в Брауншвейгу який так і не був відкритий.
Під час риксдагу 1723 року Юлленборг був обраний членом ріксроду. Пізніше став лідером партії «капелюхів», що орієнтувалася на Францію і жадала реваншу за поразку в Північній війні. На риксдагу 1739 «капелюхам» вдалося усунути від влади своїх супротивників з партії «ковпаків», після чого Юлленборг зайняв пост президента Канцелярії.
Був одним із засновників першого національного шведського театру, що відкрився 1737 року в Стокгольмі, і автором комедії «Шведський франт» (швед. Svenska sprätthöken) - також першого оригінального шведського твору, який був в ньому поставлений.
З 1710 року був одружений з багатою вдовою Сарою Деріт, уродженою Райт. Названа дочка Юлленборга, Елізабет Деріт, була одружена з Карлом Густавом Спарре.